# 일본 원자력 연구소
일본원자력연구소(JAERI : Japan Atomic Energy Research Institute)는 일본의 원자력 연구 기관이었다. 약칭은 겐켄(일본어: げんけん)이다.

## 연혁
- 원자로 기초 연구를 수행하기 위해 1955년에 설립된 재단법인 원자력연구소는 이듬해인 1956년에 일본원자력연구소법에 의하여 특수법인 일본원자력연구소가 되었다.
- 2005년 10월에 핵연료사이클개발기구와 일본원자력연구소가 통합되어 일본원자력연구개발기구가 되었다.

## 조직 및 사업
원자력선 '무쓰' 관련 사업을 담당했던 사업소 한 군데와 연구소 다섯 군데를 두고 원자로와 원자로 연료에 관한 연구와 실험을 하였다. 또한 전기출력 100 MWe 인 일본의 핵잠수함 원자로 MRX도 이 연구소에서 개발되었다. 그 밖에 일본원자력연구소에서는 의료 및 농업에 응용되는 방사선 연구도 함께 진행하였다.

## 같이 보기
- 스마트 원자로